# 李竹声
李竹声（1903年—1973年1月），又名李孟达，化名余其全。安徽寿县人。中国共产党早期领导人。
1925年，担任青年团安徽安庆特支书记；次年留学苏联莫斯科中山大学，曾任中山大学副校长。1931年1月回国，当选临时中央政治局委员、中共上海中央执行局书记。1934年6月26日，被逮捕，由国民党中统徐恩曾策反被劝服，并供出中央局组织部长盛忠亮。此后进入中统，进入中央俱樂部（CC派）。1935年1月任国民党中山文化教育馆俄文编译，国际问题研究所秘书，指导研究员，专门委员，国民党外交部专员，1939年加入国民党。1948年任上海中华书局、作家书屋俄文编译。1951年3月在上海被捕，在北京秦城监狱关押。1973年1月死于狱中。